# Jonathan Nott
Jonathan Nott (Solihull, Inglaterra, 25 de diciembre de 1962) es un director de orquesta británico.

## Biografía
Jonathan Nott se formó en música vocal en el National Opera Studio londinense y.hace su debut como director de orquesta en 1988 durante el Festival de Battignano en Italia. El año siguiente es nombrado maestro de capilla de la Ópera de Frankfurt y del teatro nacional de Hesse Wiesbaden donde desarrolla un repertorio de ópera y de ballet clásico, con las grandes obras de Mozart, Puccini o Verdi. Realiza en esta ocasión la integral del ciclo del Anillo del Nibelungo de Richard Wagner.
Luego es nombrado director musical del Teatro de Lucerna y director de orquesta principal de la Orquesta Sinfónica de Lucerna. En los años 90, Jonathan Nott es igualmente director invitado de numerosas orquestas alemanas y europeas como la Orquesta Real del Concertgebouw, la Orquesta Filarmónica de Londres, la Orquesta Filarmónica de Múnich y la Orquesta de París. Trabaja igualmente en la grabación de varias obras de György Ligeti con la Orquesta Filarmónica de Berlín.
En 1995, toma la dirección del Ensemble Intercontemporain en París, que dirige hasta el 2000, antes de quedar como principal director invitado. Desde el 2000 hasta 2016 dirigió la Orquesta Sinfónica de Bamberg. Nott explica así su relación con esa orquesta alemana: «Con ellos crecí dirigiendo más de seiscientos conciertos desde el año 2000. Ha habido de todo. Nos hemos gritado, pero también nos hemos enamorado. Y al final llegamos a tal grado de intimidad y entendimiento que sobraban las palabras».
Desde julio de 2014 de Nott es director titular y asesor artístico de la Joven Orquesta Filarmónica Alemana. El 28 de enero de 2015, es nombrado director artístico y musical de la Orquesta de la Suisse Romande, cargo del que tomó posesión a partir de enero de 2017.

## Repertorio
El repertorio desplegado por Jonathan Nott en Bamberg va desde los clásicos vieneses a las obras maestras del siglo XIX y la modernidad clásica hasta la música contemporánea. Uno de los objetivos de su trabajo artístico fue la confrontación de la obra sinfónica de Franz Schubert, con obras de los siglos XX y XXI. En 2008 Jonathan Nott interpretó en Bamberg las nueve sinfonías de Ludwig van Beethoven en cuatro noches, en 2009, llevaron a cabo el ciclo de sinfonías de Johannes Brahms. En los años siguientes la obra de Gustav Mahler se ha convertido en el foco de sus programas y conciertos, en Bamberg, así como actuando como invitado con orquestas internacionales interpretando las sinfonías y canciones orquestales. En el contexto de la Bienal de Bamberg de 2010 dirige las actuaciones de Mahler de las Sinfonías Nrº 8 (sinfonía de los mil) y N.º 9, la Canción de la tierra y el Adagio de la Sinfonía inacabada N.º 10.
Las composiciones con la participación de la voz humana tienen un gran espacio en el repertorio de Jonathan Nott. Bajo su dirección, la Sinfónica de Bamberg ha interpretado junto a las Sinfonías Nos. 2, 3, 4 y la Canción de la tierra, trabajos sinfónicos vocales del mayor peso, incluyendo de Giuseppe Verdi la Misa de Réquiem y el Réquiem de Ligeti. También ha presentado en concierto grandes óperas, incluyendo Fidelio de Beethoven y de Richard Wagner Tristán e Isolda, El oro del Rin, La valquiria y Sigfrid.

## Estilo musical
Respecto a su forma de entender la interpretación musical Nott explica: “Para mí es primordial encontrar el cantabile, eso que sucede en el paso de una nota a otra, de una frase a otra, e incluso de un movimiento a otro en una sinfonía. Hacerlo sin que decaiga la tensión y mostrando que todo viene de un sitio y avanza hacia otro. Eso lo aprendí desde muy pequeño con el canto”.
La formación en música vocal de Nott le hace tener predilección por dos compositores sinfónicos que destacan en esa faceta: Schubert y Mahler. Nott ha llegado a ser un director mahleriano, después de grabar para el sello Tudor sus sinfonías a excepción de la Décima, de la que Mahler solo dejó acabado un movimiento. Nott dice de su relación con el compositor: “A Mahler también llegué a través del canto, pues su música está muy relacionada con la vocalidad como sucede también con Schubert. Me fascina la capacidad caleidoscópica de Mahler para mezclarlo todo en sus sinfonías, aunque me perturba su mundo interior donde nada es lo que parece”. También lanza dos álbumes con dos versiones de La canción de la tierra en los sellos Tudor y Sony- La última frente a la Filarmónica de Viena con el tenor Jonas Kaufmann cantando todo el ciclo. 
Otro de sus compositores favoritos es Beethoven a quien aborda desde un ángulo diferente de la mayoría de directores convencionales que siempre se decantan por versiones clásicas y equilibradas de sus obras. Nott busca mostrar el lado tumultuoso y arisco del compositor que es el que lo muestra en su verdadera esencia y dice al respecto: «La Quinta sinfonía de Beethoven debe ser una experiencia impactante para el público, de lo contrario estaremos haciendo algo mal».
Como es natural después de su paso por la dirección del Ensemble Intercontemporain en París tiene gran inclinación hacia la música contemporánea, de la que dice: “Crecí viendo con normalidad la música de mi tiempo. Sintiendo su necesidad y experimentando su capacidad expresiva. Incluso mi relación como director con Ligeti, Boulez o Lachenmann me ha permitido escuchar a Beethoven, a Schubert o a Mahler de otra manera” o "El sonido contemporáneo te ayuda a ser flexible, a entender la música como un balance, como una improvisación, y a asumir nuevos riesgos".

## Grabaciones
Con la Sinfónica de Bamberg ha grabado la integral de las Sinfonías de Mahler y la Canción de la tierra.
De Anton Bruckner la Sinfonía N.º 3 (primera versión 1873), 
De Stravinsky La consagración de la primavera y Sinfonía en tres movimientos 
De Leoš Janacek la Sinfonietta, Taras Bulba y la Suite de la zorrita astuta. 
Con la Sinfónica de Bamberg ha publicado una grabación completa de las sinfonías de Schubert. 
Ha publicado dos CD de obras contemporáneas, que incluyen composiciones de Hans Werner Henze, Wolfgang Rihm, Jörg Widmann y Bruno Mantovani. 
En 2013 publicó con la Sinfónica de Bamberg un CD de arias de diversas óperas de Wagner con Klaus Florian Vogt (tenor) y Camilla Nylund (soprano).